# Психо 3
Психо 3 (енгл. Psycho III) је амерички слешер филм из 1983. године и трећи филм у истоименом серијалу. Режисер и главни глумац је Ентони Перкинс, који репризира своју улогу Нормана Бејтса. У осталим улогама су Дајана Скарвид, Џеф Феј и Роберта Максвел. Сценарио је написао Чарлс Едвард Поуг. Музику за филм је компоновао и извео Картер Бервел, у јеном од својих најранијих радова. Овај филм није повезан са трећим Психо романом Роберта Блока, Психо кућа, који је објављен 1990. године.
Радња филма се дешава месец дана након догађаја из филма Психо 2 и прати Нормана Бејтса, који још увек води мотел Бејтс и држи леш Еме Спул у својој кући. Часна сестра, која је покушала да изврши самоубиство, у коју се Норман заљубљује, долази у мотел са музичарем Двејном Дјуком. Једна репортерка покушава да реши мистериозни нестанак госпође Спул, док неко почиње да врши нова убиства.
Филм је реализован 2. јула 1986. године, зарадивши преко 14 милиона долара у Сједињеним Државама, наспрам буџета од 8,4 милиона долара, што га је учинило финансијски неуспехом и филмом са најслабијом зарадом у серијалу. Примио је мешане критике од стране критичара. Прати га телевизијски наставак Психо 4: Почетак.

## Радња
Норман Бејтс још увек води мотел и чува одевени скелет који назива мајком. Потребна му је помоћ око мотела, па запошљава младог помагача. Једног дана, у мотел ће доћи иритантна новинарка како би га испитивала о његовој прошлости.

## Улоге
| Глумац            | Улога                         |
| ----------------- | ----------------------------- |
| Ентони Перкинс    | Норман Бејтс                  |
| Дајана Скарвид    | Морин Којл                    |
| Џеф Феј           | Двејн Дјук                    |
| Роберта Максвел   | Трејси Венабл                 |
| Хју Гилин         | шериф Џон Хант                |
| Роберт Алан Браун | Ралф Статлер                  |
| Џенет Ли          | Марион Крејн (архивни снимци) |
| Клаудија Брајар   | Ема Спул (архивни снимци)     |